# Пасо ди Треија (Мачерата)
Пасо ди Треија (итал. Passo di Treia) насеље је у Италији у округу Мачерата, региону Марке.
Према процени из 2011. у насељу је живело 2368 становника. Насеље се налази на надморској висини од 146 м.